# Scrobigera niveifasciata
Scrobigera niveifasciata är en fjärilsart som beskrevs av Rothschild 1896. Scrobigera niveifasciata ingår i släktet Scrobigera och familjen nattflyn. Inga underarter finns listade.